# Amt Wünnenberg
Das Amt Wünnenberg war bis 1974 ein Amt im ostwestfälischen Kreis Büren in Nordrhein-Westfalen. Seine historischen Vorgänger waren das gleichnamige Amt im Hochstift Paderborn sowie der Kanton Wünnenberg.

## Vorgeschichte

### Das Amt Wünnenberg im Hochstift Paderborn
Das erste Amt Wünnenberg war bis zu den Napoleonischen Kriegen eine Verwaltungseinheit im Hochstift Paderborn. Es umfasste die Stadt Wünnenberg sowie die Orte Bleiwäsche, Essentho, Fürstenberg und Leiberg.

### Der Kanton Wünnenberg
Nachdem das Gebiet des Hochstifts 1807 an das Königreich Westphalen gefallen war, wurden neue Verwaltungsstrukturen nach französischem Vorbild geschaffen; meistens ohne Berücksichtigung historischer Gebietsgrenzen. Zum Kanton Wünnenberg gehörten die Stadt Wünnenberg sowie die Gemeinden Bleiwäsche, Essentho, Fürstenberg, Leiberg, Meerhof, Oesdorf und Westheim. Im Jahre 1810 hatte der Kanton Wünnenberg 5904 Einwohner. Der Kanton gehörte zum Distrikt Paderborn im Departement der Fulda des Königreichs und fiel 1813 an Preußen. 1816 wurden der Kanton dem neuen Kreis Büren zugeschlagen und bestand in diesem als Verwaltungsbezirk fort. Auch in den Folgejahren wurde der Verwaltungsbezirk manchmal noch als Kanton bezeichnet.

## Das Amt Wünnenberg im Kreis Büren
Im Rahmen der Einführung der westfälischen Landgemeinde-Ordnung von 1841 wurden aus den unterhalb der Kreisebene bestehenden Verwaltungsbezirken, sofern es sich nicht um Städte gemäß der revidierten Städteordnung handelte, Ämter gebildet. Im Kreis Büren wurde dadurch aus dem Kanton Wünnenberg das Amt Wünnenberg. Zum Amt gehörten alle Gemeinden des alten Kantons Wünnenberg. Die folgenden Daten stammen vom 31. Dezember 1973:
1. Bleiwäsche: 802 E, 9 km², 453 m ü. NN
2. Essentho: 1.132 E, 12 km², 420 m ü. NN
3. Fürstenberg: 1948 E, 59 km², 345 m ü. NN
4. Leiberg: 1206 E, 16 km², 324 m ü. NN
5. Meerhof: 1.095 E, 19 km², 410 m ü. NN
6. Oesdorf: 717 E, 9 km², 818 m ü. NN
7. Westheim: 1.868 E, 12 km², 228 m ü. NN
8. Wünnenberg, Stadt:  2.209 E, 29 km², 334 m ü. NN

Der Sitz das Amtes befand sich in Fürstenberg, dort wurde 1887 in der Poststraße ein Amtshaus errichtet. Durch das Sauerland/Paderborn-Gesetz wurde das Amt zum 31. Dezember 1974 aufgelöst. Bleiwäsche, Fürstenberg und Leiberg wurden Stadtteile der Stadt Bad Wünnenberg. Essentho, Meerhof, Oesdorf und Westheim wurden Stadtteile der Stadt Marsberg.

## Einwohnerentwicklung
| Jahr | Einwohner | Quelle |
| ---- | --------- | ------ |
| 1818 | 6.256     | [ 9 ]  |
| 1843 | 7.988     | [ 9 ]  |
| 1871 | 7.119     | [ 9 ]  |
| 1910 | 6.932     | [ 10 ] |
| 1939 | 7.396     | [ 11 ] |
| 1950 | 10.345    | [ 12 ] |
| 1961 | 9.900     | [ 12 ] |
| 1970 | 10.646    | [ 12 ] |